# 上條倫子
上條倫子（1984年9月5日—），是一位日本主播，目前主要在NHK播報新聞節目。出生於日本東京都，2007年進入NHK。
暱稱為。

## 略歷
經由白百合學園高等學校、畢業於慶應義塾大學經濟學部。2007年進入電視台。
大學時期擔任冰球部的經理，也曾到「朝日電視台ask」的相關課程中接受播報員訓練。
2007年10月、被任命為岡山、高松地區的「地上數位放送推進大使」之一，接替當時隸屬於松山放送局的鈴木奈穗子（現勤務局為東京主播室）。之後，該職由隸屬於岡山放送局的魚住優取代（現勤務局為盛岡放送局）。2010年度，經過改編後調往東京，在高松放送局的活動只到該年3月2日。

## 個人
- 興趣是畫插畫，曾在電視節目「简讯御礼!手机大喜利（日语：着信御礼!ケータイ大喜利）」公開披露，但卻被主持群吐槽。
- 喜歡的食物是香川縣的特產讚岐烏龍麵。另外，日式、西式、中式料理也都非常喜愛。
- 也對體育（無論在場上或是當觀眾）和冰球有興趣。
- 特技是鋼琴的視譜彈奏（當場看譜之後即演奏）、發現好吃的餐廳。
- 自己座右銘是「練習讓不可能化為可能。」（練習は不可能を可能にす。）

## 主持節目

### 現在主持節目
- NHK7點新聞 (隔週星期一至星期五，假日除外)（2014年4月 - ）
- 首都圏新聞845 (隔週星期一至星期五，假日除外)（2014年4月 - ）
- 新聞及氣象情報(下午5時) (隔週星期一至星期五，假日除外)（2014年4月 - ）

### 過去主持節目
- 巨大災害 MEGA DISASTER 地球大変動の衝撃 アシスタント（2014年8月至2014年9月，共演出5回）
- 早安日本（假日除外的星期一至星期五5:00～6:25、主持人）
- 简讯御礼!手机大喜利（日语：着信御礼!ケータイ大喜利）（從2007年9月1日以來至2010年1月，共演出5回）
- 這就是!我們的城鎮 元氣魂（日语：これこそ!わが町 元気魂）（2008年1月2日）
- 年末年始（日语：ゆく年くる年）
  - （2008年12月31日 - 2009年1月1日）
  - 擔任記者（2011年1月1日、從羽田機場連線報導）
  - 擔任記者（2012年1月1日、從東京晴空塔連線報導）
  - 擔任記者（2013年1月1日、從小松市連線報導）
- NHK骄傲歌喉（日语：NHKのど自慢）「平成20年度冠軍大會」觀眾席記者（2009年3月14日）
- News Watch 9（2009年2月23日 - 2月27日、一柳亞矢子的代役）
- 早安香川（日语：NHKニュースおはよう香川） 除了電視、廣播新聞
- 笑声与欢乐幸福唱歌的家庭（日语：笑ってうたって しあわせ家族）
- 2010年冬季奧林匹克運動會連線主持人
- NHK迷你影像大奖（日语：NHKミニミニ映像大賞）主持人（2010年12月18日）
- 首都圈震災新聞（負責播報2011年的東日本大震災相關新聞。3月14日 - 4月8日之間17:10 - 18:00）
- 首都圈NETWORK（日语：首都圏ネットワーク）（2010年3月29日～2012年3月30日）體育主播
- 不久之後的9時Telemap、週末Telemap（日语：NHKプレマップ）（2010年4月～2012年3月31日）主持人
- 月刊新鮮My Video － 1月號 －（日语：月刊とれたてマイビデオ）（2013年2月4日）

## 參與活動
- 擔任1日巡視艇船長（2008年5月11日、高松海上保安部主辦的「海上保安之日」紀念活動）

## 同期主播
※ 因為伴隨著NHK內部改革與重組，全員只有5人，是近年人數最少的一期，而調職相對較快速。
- 井上裕貴（松江→東京主播室）
- 清水敬亮（宮崎→釧路）
- 藤井まどか（鹿兒島→大阪）
- 森花子（甲府→水戶）

## 外部連結
- アナウンスルーム・上條倫子 （页面存档备份，存于） （日語）